# Integraalrekening

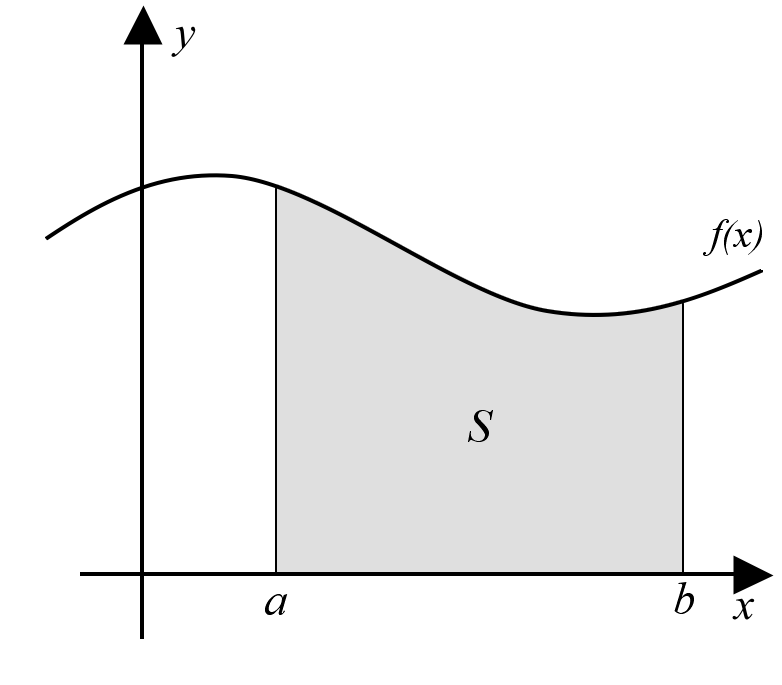
De oppervlakte van is de integraal van tussen de curve en de -as in het interval.

De integraalrekening is een deelgebied van de wiskunde, in het bijzonder van de analyse. Men gebruikt hierin integralen voor het berekenen van totalen, zoals de totale oppervlakte onder een grafiek, de totale verandering van een gegeven grootheid als voor elk moment de verandering per tijdseenheid gegeven is of het berekenen van de massa van een voorwerp als de dichtheid op elk punt gegeven is.
In het eenvoudigste intuïtieve geval is een 'bepaalde integraal' van een functie de oppervlakte begrensd door de grafiek van de functie en de horizontale coördinaatas, tussen twee verticale lijnen. De integraal van een functie {\displaystyle f} over een interval {\displaystyle [a,b]} wordt genoteerd als
{\displaystyle \int _{a}^{b}f(x)\ \mathrm {d} x}
Het resultaat is de oppervlakte {\displaystyle S} onder de grafiek.
De integraalrekening is verbonden met de differentiaalrekening door de begrippen van de afgeleide en de primitieve functie van een functie. Een primitieve functie van een functie {\displaystyle f} is een functie {\displaystyle F} waarvan {\displaystyle f} de afgeleide is: {\displaystyle F'=f}. Op een additieve constante na is een primitieve eenduidig bepaald. Het vinden van een primitieve heet primitiveren, een vorm van integreren. Volgens de hoofdstelling van de integraalrekening zijn differentiëren (differentiatie) en integreren (integratie) inverse bewerkingen.
Het begrip integratie kan uitgebreid worden naar meer complexe intervallen, naar integratie over meer variabelen, enz. Afhankelijk van de gegeven functies kan de berekening van integralen een ingewikkeld probleem vormen. Er zijn diverse rekentechnieken, analytische en numerieke, om een functie te integreren.

## Inleiding
Integralen komen in veel praktische situaties voor. Denk bijvoorbeeld aan een zwembad. Voor een rechthoekig zwembad kan aan de hand van de lengte, de breedte en de diepte relatief gemakkelijk omtrek, oppervlakte en volume, de hoeveelheid water in het zwembad, bepaald worden. Maar als het een ovaal zwembad is met een afgeronde bodem, vraagt de berekening van deze grootheden om integralen. In veel praktische situaties kunnen eenvoudige benaderingen volstaan, maar in bijvoorbeeld de fijnmechanica is een hoge nauwkeurigheid vereist.

Benaderingen van de integraal van van 0 tot 1, met ■ 5 rechter voorbeelden (boven) en ■ 12 linker voorbeelden (onder)

Beschouw de kromme {\displaystyle y={\sqrt {x}}} tussen {\displaystyle x=0} en {\displaystyle x=1}. De oppervlakte onder deze kromme in het interval van 0 tot 1 is de integraal van de functie {\displaystyle f(x)={\sqrt {x}}} over het genoemde interval en wordt genoteerd als:
{\displaystyle \int _{0}^{1}{\sqrt {x}}\ \mathrm {d} x}
Deze oppervlakte kan benaderd worden met rechthoeken. Als eerste benadering kan het eenheidsvierkant dienen dat wordt gegeven door de zijden {\displaystyle x=0} tot {\displaystyle x=1} en {\displaystyle y=f(0)=0} tot {\displaystyle y=f(1)=1}. De oppervlakte daarvan is gelijk aan 1. De werkelijke waarde van de integraal moet dus iets kleiner dan 1 zijn. Een betere benadering wordt gegeven door rechthoeken met een geringere breedte, bijvoorbeeld met breedte 1/5 boven de intervallen [0,1/5], [1/5,2/5], en zo verder tot 1. De rechthoeken zijn zo hoog als de hoogte van de kromme aan de rechterkant van het interval, dus achtereenvolgens {\displaystyle {\sqrt {1/5}},\ {\sqrt {2/5}}}, en zo verder tot {\displaystyle {\sqrt {1}}=1}. Het totaal van de oppervlakten van deze rechthoeken is een benadering voor de gezochte integraal:
{\displaystyle {\tfrac {1}{5}}{\sqrt {\tfrac {1}{5}}}+{\tfrac {1}{5}}{\sqrt {\tfrac {2}{5}}}+{\tfrac {1}{5}}{\sqrt {\tfrac {3}{5}}}+{\tfrac {1}{5}}{\sqrt {\tfrac {4}{5}}}+{\tfrac {1}{5}}{\sqrt {1}}\approx 0{,}7497}
Ook deze benadering is nog steeds te groot. Gebruik van meer tussenstappen geeft een betere benadering: 12 deelintervallen van breedte 1/12 levert een benaderende waarde voor de oppervlakte van 0,7036. Aangezien de kromme stijgend is, zal ook deze benadering te groot zijn. Neemt men zoals afgebeeld de hoogte van de rechthoeken gelijk aan de functiewaarde in het beginpunt van het deelinterval dan ontstaat als benadering de waarde 0,6203, kleiner dan de gezochte oppervlakte.
Door steeds smallere rechthoeken te nemen, wordt de benadering steeds beter. De limiet in bepaalde zin van dit proces is de integraal.
De notatie
{\displaystyle \int f(x)\mathrm {d} x}
symboliseert dit limietproces en suggereert de integraal als een som, aangeduid door de langgerekte {\displaystyle S}, van oneindig veel rechthoeken met als hoogte de functiewaarden {\displaystyle f(x)} en infinitesimale, oneindig kleine breedtes {\displaystyle \mathrm {d} x}.
Wat de eigenlijke berekening van integralen betreft, is de hoofdstelling van de integraalrekening, die wij te danken hebben aan Newton en Leibniz, de fundamentele schakel tussen de operaties differentiëren en integreren. Toegepast op de vierkantswortelkromme, {\displaystyle f(x)=x^{1/2}}, zegt de hoofdstelling dat de gevraagde integraal eenvoudigweg gelijk is aan {\displaystyle F(1)-F(0)}, waarin {\displaystyle F(x)={\tfrac {2}{3}}x^{3/2}} de primitieve functie van de integrand {\displaystyle f} is, en 0 en 1 de grenzen van het integratie-interval zijn. Dus de exacte waarde van het gebied onder de kromme wordt als volgt berekend
{\displaystyle \int _{0}^{1}{\sqrt {x}}\ \mathrm {d} x=\int _{0}^{1}x^{1/2}\mathrm {d} x={\tfrac {2}{3}}\cdot 1^{3/2}-{\tfrac {2}{3}}\cdot 0^{3/2}={\tfrac {2}{3}}}
Historisch gezien definieerde Riemann, na het mislukken van eerdere pogingen om infinitesimalen strikt te interpreteren, integralen als een limiet van de gewogen sommen, waarin {\displaystyle {\rm {d}}x} de grenzen van een verschil (namelijk de breedte van het interval) suggereerde. De tekortkomingen van Riemanns afhankelijkheid van intervallen en continuïteit motiveerde nieuwere definities, met name de Lebesgue-integraal. De lebesgue-integraal is gebaseerd op haar vermogen het idee van "maat" op een veel flexibelere wijze uit te breiden. De notatie
{\displaystyle \int _{A}f\ \mathrm {d} \mu \quad } of {\displaystyle \quad \int _{A}f(x)\mu (\mathrm {d} x)}
verwijst dus naar een gewogen som, waarin de functiewaarden worden gepartitioneerd, waar {\displaystyle \mu } het gewicht meet, dat aan elke waarde moet worden toegekend. Hier duidt {\displaystyle A} de regio van integratie aan.
Differentiaalmeetkunde, met zijn "calculus op variëteiten", geeft de bekende notatie nog een andere interpretatie. Nu vormen {\displaystyle f(x)} en {\displaystyle \mathrm {d} x} een differentiaalvorm, {\displaystyle \omega =f(x)\mathrm {d} x}, een nieuwe differentiaaloperator {\displaystyle \mathbf {\mathrm {d} } }, die bekendstaat als de uitwendige afgeleide wordt weergegeven, en gaat de hoofdstelling over in de meer algemene stelling van Stokes,
{\displaystyle \int _{A}\mathbf {\mathrm {d} } \omega =\int _{\partial A}\omega }
Uit de stelling van Stokes volgen de stelling van Green, de divergentiestelling en de hoofdstelling van de integraalrekening.
Meer recent zijn infinitesimalen in strenge vorm opnieuw verschenen, bijvoorbeeld in moderne innovaties, zoals de niet-standaard analyse. Niet alleen rechtvaardigen deze methoden de ideeën van de pioniers; ze leiden ook tot nieuwe wiskunde.
Hoewel er verschillen zijn tussen deze concepten van een integraal, bestaat er ook een aanzienlijke overlap. Zo kan de grootte van het oppervlak van het ovale zwembad als een meetkundige ellips, een som van infinitesimalen, een riemann-integraal, een lebesgue-integraal of als een variëteit met een differentiële vorm worden gemodelleerd. Steeds is het berekende resultaat hetzelfde.

## Geschiedenis

### Integraalrekening in voor-analytische tijden
De voorlopers van de integraalrekening kunnen zover terug worden getraceerd als het oude Egypte ongeveer 1800 v.Chr., met de Moskou-papyrus, waaruit kennis blijkt van een formule om het volume van een afgeknotte piramide te berekenen. De eerste gedocumenteerde systematische techniek die in staat is om integralen te bepalen is de uitputtingsmethode van Eudoxus (ca. 370 v.Chr.). Eudoxus probeerde oppervlakten en volumes te vinden door ze op te breken in een oneindig aantal vormen, waarvan de oppervlakte of het volume al bekend was. Deze methode werd verder ontwikkeld en gebruikt door Archimedes, onder andere om oppervlakten van parabolen te berekenen en voor een benadering van de oppervlakte van een cirkel. Vergelijkbare methodes werden in China rond de 3e eeuw na Christus onafhankelijk door Liu Hui ontwikkeld, die deze methoden eveneens gebruikte om de oppervlakte van de cirkel te bepalen. Deze methode werd later in de 5e eeuw door de Chinese vader en zoon, de wiskundigen Zu Chongzhi en Zu Geng, gebruikt om het volume van een bol te vinden. In diezelfde eeuw maakte de Indiase wiskundige Aryabhata gebruik van een soortgelijke methode voor het vinden van het volume van een kubus.
De volgende grote stap in integraalrekening werd gezet in de 11e eeuw in het in Baghdad residerende Kalifaat van de Abbasiden, waar de islamitische wiskundige Ibn al-Haytham, in Europa beter bekend als Alhazen, het probleem dat nu bekendstaat als het "probleem van Alhazen", in zijn Boek van Optica formuleerde. De oplossing leidt tot een vierdegraadsvergelijking. Bij het oplossen van dit probleem maakte Alhazen gebruik van integratie om zo het volume van een paraboloïde te vinden. Door gebruik te maken van volledige inductie was hij in staat om zijn resultaat voor de integralen van polynomen tot aan de vierde graad te veralgemenen. Zo kwam hij dicht bij het vinden van een algemene formule voor de integralen van polynomen, maar hij hield zich niet bezig met polynomen van een hogere dan de vierde graad. Enkele ideeën uit de integraalrekening worden ook aangetroffen in de Siddhanta Shiromani, een 12e-eeuwse astronomie tekst van de hand van de Indiase wiskundige Bhāskara II.
De volgende belangrijke doorbraak in de integraalrekening moest tot het begin van de 16e eeuw wachten. Vanaf dat moment werd in de werken van Bonaventura Cavalieri met het naar hem genoemde principe dat de basis is van de methode van ondeelbaarheid van continua, en van Pierre de Fermat, een eerste begin gemaakt met het leggen van het fundament van de moderne analyse. Verdere stappen werden in het begin van de 17e eeuw door Barrow en Torricelli gezet. Torricelli was de eerste die hints voor een verbinding tussen integraalrekening en differentiatie opmerkte.
Rond dezelfde tijd werd er ook een grote hoeveelheid werk verzet door Japanse wiskundigen, met name door Seki Kowa. Hij leverde een aantal bijdragen, voornamelijk op het gebied van methoden voor het bepalen van oppervlakten van figuren waarbij hij gebruikmaakte van integralen. Daarbij breidde hij de uitputtingsmethode uit.

### Newton en Leibniz
De belangrijkste vooruitgang in de integraalrekening werd in de 17e eeuw ongeveer tegelijkertijd met de differentiaalrekening uitgevonden door Isaac Newton en Gottfried Leibniz. Beiden ontdekten onafhankelijk van elkaar de hoofdstelling van de integraalrekening. Deze stelling legt een verbinding tussen integraalrekening en differentiatie. Deze verbinding kan worden benut door een te integreren functie op te vatten als de afgeleide van de te bepalen 'primitieve' integraal. Zodoende kan een veel bredere klasse van problemen door middel van integreren worden opgelost dan voorheen. De infinitesimaalrekening, die zij gebruikten, liet een nauwkeurige analyse van functies binnen continue domeinen toe. Dit raamwerk groeide uiteindelijk uit tot de moderne analyse. De moderne notatie voor integralen is direct afkomstig uit het werk van Leibniz.

### Formaliseren van integralen
Hoewel Newton en Leibniz een systematische aanpak van integratie uitwerkten, ontbrak in hun werk een zekere mate van gestrengheid. Dit gaf de Ierse filosoof bisschop Berkeley de gelegenheid het begrip infinitesimaal aan te vallen als "de geesten van vertrokken hoeveelheden". De analyse kwam op een steviger voetstuk door de ontwikkeling van het begrip limiet. In de eerste helft van de 19e eeuw legde Cauchy het eerste fundament voor de analyse. In het midden van de 19e eeuw gaf Riemann de eerste strenge geformuleerde theorie van de integraalrekening. Hoewel alle stuksgewijs begrensde continue functies over een begrensd interval Riemann-integreerbaar zijn, werden later andere typen functies onderzocht waarop Riemanns definitie niet van toepassing was. Rond 1900 formuleerde Lebesgue een andere definitie van een integraal, die was gebaseerd op het begrip maat uit de maattheorie, een deelgebied van de reële analyse. Later werden ook nog andere definities van een integraal, alle uitbreidingen van de benaderingen van Riemann en Lebesgue, voorgesteld.
De eerste toepassingen van de integraalrekening werden gevonden op het gebied van de mechanica. Het concept van de integraal is in de loop van de tijd toegepast op allerlei situaties. Er wordt in de natuurkunde veel van de integraalrekening gebruikgemaakt.

### Notatie
De notatie met de "lange s" ∫ werd door Leibniz geïntroduceerd. De integraal {\displaystyle \int _{a}^{b}f(x)\ \mathrm {d} x} wordt daarin gezien als een limiet van {\displaystyle \sum f(x)\Delta x}. Het ∫-teken is de limietvorm van het sommatieteken en stelt de integratie voor, {\displaystyle a} en {\displaystyle b} zijn de eindpunten van het interval, {\displaystyle f(x)} is de functie die wordt geïntegreerd, en {\displaystyle \mathrm {d} x} is de limiet van {\displaystyle \Delta x} en stelt een infinitesimaal klein stukje van de {\displaystyle x}-as voor. Historisch gezien stelde {\displaystyle {\rm {d}}x} een infinitesimaal voor, en ∫ betekende "som" (Latijn: ſumma, summa). Moderne theorieën zijn hier echter niet meer op gebaseerd en de traditionele symbolen zijn nu slechts een wiskundige notatie
Isaac Newton maakte om een integraal aan te geven gebruik van een klein verticaal balkje boven een variabele. Ook plaatste hij de betreffende variabele wel in een vierhoek. Het verticale balkje wordt gemakkelijk verward met {\displaystyle {\dot {x}}} of {\displaystyle x'}, die Newton gebruikte om differentiëren aan te geven. Newtons notatie wordt weinig meer gebruikt.

## Voorbeeld

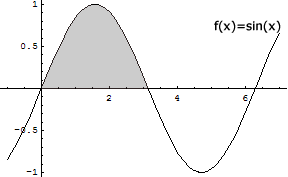

De oppervlakte tussen de {\displaystyle x}-as en de grafiek van de sinusfunctie op het interval {\displaystyle [0,\pi ]} als integraal.
Omdat de sinusfunctie continu is, volgt uit de hoofdstelling van de integraalrekening, dat het volstaat een functie te vinden die als afgeleide {\displaystyle \sin(x)} heeft. De functie {\displaystyle -\cos(x)} voldoet daaraan: {\displaystyle -\cos '(x)=\sin(x)}. Er volgt
{\displaystyle \int _{0}^{\pi }\sin(x)\ \mathrm {d} x=[-\cos(x)]_{0}^{\pi }=-\cos(\pi )-(-\cos(0))=1+1=2}

## Hoofdstelling van de integraalrekening
De hoofdstelling van de integraalrekening legt een verband tussen een primitieve functie en de integraal.
Stel {\displaystyle f:[a,b]\to \mathbb {R} } is continu en {\displaystyle f} is de afgeleide van {\displaystyle F,} dan is:
{\displaystyle \int _{a}^{b}{f(x)\mathrm {d} x=F(b)-F(a)}}

## Integratietechnieken
Er is een aantal methoden om de primitieve functies {\displaystyle F} van een gegeven functie {\displaystyle f} te bepalen. De belangrijkste staan hieronder vermeld. Ze hebben tot doel de integraal anders te schrijven, mogelijk te vereenvoudigen, zodat een primitieve functie gemakkelijker kan worden gevonden. Met deze technieken worden onbepaalde integralen gevonden, dus onafhankelijk van het integratie-interval.
Drie veel gebruikte methoden om een functie te integreren zijn:
- integratie door substitutie
- partiële integratie
- breuksplitsing

Het is soms mogelijk een integraal waarvan de beide integratiegrenzen zijn gegeven, te berekenen, ondanks dat van de te integreren functie met de genoemde methoden geen primitieve functie kan worden bepaald. De integratiegrenzen mogen hierbij naar –∞ en +∞ gaan. Een bekend voorbeeld is de gauss-integraal, de integraal van de Gaussische functie. Twee methoden, die alleen niet voor de gauss-integraal worden gebruikt, om dergelijke integralen toch te berekenen zijn
- de complexe functietheorie met het gebruik van residuen en
- Feynman-integratiemethode.[4][5]

Bij het berekenen van de gauss-integraal en bij het gebruik van deze twee methoden wordt dus van de te integreren functie zelf geen primitieve bepaald.
Via de gelijkheid van Parseval kunnen sommige integralen in een eindige som worden omgezet. Dit wordt vooral bij berekeningen met fouriertransformaties gebruikt.
- Lijst van integralen

## Uitbreidingen
Het begrip integraal en de bijhorende integratietheorie blijft niet beperkt tot het eenvoudig geval van integratie van reële eendimensionale functies. Verschillende uitbreidingen zijn mogelijk, zoals integratie van complexe functies, integratie over andere intervallen en integratie in meer variabelen.

### Oneigenlijke integralen
De riemannintegraal is in principe alleen gedefinieerd voor eindige intervallen, maar het komt in voor de integraal over een  oneindig interval moet worden bepaald. Een ander probleem kan zich stellen wanneer de te integreren functie een discontinuïteit vertoont in het beschouwde interval en er sprake is van een verticale asymptoot. Een manier om deze problemen aan te pakken bestaat er in om een limiet van de integraal te beschouwen. Een dergelijke integraal wordt een oneigenlijke integraal genoemd. Een eenvoudig voorbeeld van zo'n integraal is:
{\displaystyle \int _{0}^{+\infty }\ {f(x)}\ \mathrm {d} x}

### Lijnintegralen
Het gebied waarover men integreert hoeft niet beperkt te blijven tot een eendimensionale verzameling. Indien men integreert langs een kromme in een meerdimensionaal domein, dan spreken we van een lijnintegraal. Indien de kromme gesloten is, spreekt men van een contourintegraal of kringintegraal.
Lijnintegralen worden onder andere in het complexe vlak gedefinieerd. Stel dat {\displaystyle c:[a,b]\to \mathbb {C} } een parametrisering is van een gladde kromme {\displaystyle C}, en {\displaystyle f\colon D\to \mathbb {C} } een complexe functie waarbij {\displaystyle C\subset D}, dan definieert men de complexe integraal van de functie {\displaystyle f(z)} langs de kromme {\displaystyle C} als:
{\displaystyle \int _{C}f(z)\ \mathrm {d} z=\int _{a}^{b}f(c(t))c'(t)\mathrm {d} t}
Ook in de vectorcalculus worden lijnintegralen berekend. Veronderstel een scalair veld {\displaystyle f:\mathbb {R} ^{n}\to \mathbb {R} }, en een kromme {\displaystyle C}, voorgesteld door de parametrisatie {\displaystyle r(t)} met {\displaystyle t\in [a,b]}. Dan wordt de lijnintegraal gedefinieerd als
{\displaystyle \int _{C}f\ \mathrm {d} s=\int _{a}^{b}f(r(t))|r'(t)|\ \mathrm {d} t}.
Een eenvoudige toepassing van deze formule bekomt men wanneer {\displaystyle f=1}, men integreert dan immers over de volledige lengte van de kromme met de waarde 1: op die manier berekent men uiteindelijk de lengte van de kromme.
Op een analoge manier wordt dit voor een vectorveld {\displaystyle f:\mathbb {R} ^{n}\to \mathbb {R} ^{n}} op dezelfde kromme:
{\displaystyle \int _{C}F(x)\ \mathrm {d} x=\int _{a}^{b}F(r(t))\cdot r'(t)\ \mathrm {d} t}

### Meervoudige integralen
Het integratie-interval hoeft geen kromme te zijn met één veranderlijke parameter. Men kan ook integreren over meer variabelen, men integreert dan bijvoorbeeld over een oppervlak of een volume. Men spreekt dan van een oppervlakte-integraal en een volume-integraal, in het algemeen over een meervoudige integraal. In het eenvoudige geval van een integraal van een functie {\displaystyle f} over een deel {\displaystyle A} van het {\displaystyle xy}-vlak krijgen we:
{\displaystyle \iint _{A}f(x,y)\ \mathrm {d} x\ \mathrm {d} y}
Deze integraal kan in sommige gevallen berekend worden als herhaling van twee eendimensionale integralen. Bijvoorbeeld als {\displaystyle A} een rechthoek is met zijden evenwijdig aan de assen:
{\displaystyle \iint _{A}f(x,y)\ \mathrm {d} x\ \mathrm {d} y=\int _{a}^{b}\left(\int _{c}^{d}f(x,y)\ \mathrm {d} x\right)\mathrm {d} y}
Indien er drie veranderlijken zijn spreekt men van een volume-integraal:
{\displaystyle \iiint f(x,y,z)\ \mathrm {d} x\ \mathrm {d} y\ \mathrm {d} z}
In de vectoranalyse leggen stellingen zoals de stelling van Green en de divergentiestelling verband tussen verschillende soorten van deze integralen.

## Definitie
Er zijn verschillende manieren om de integraal van een functie te definiëren. De gebruikelijkste zijn de riemann- en de lebesgue-integraal.

### Riemannintegratie
Riemannintegratie, ontwikkeld door Bernhard Riemann is het eenvoudigst te begrijpen. Bij riemannintegratie van een functie wordt het interval {\displaystyle [a,b]} onderverdeeld in smalle deelintervallen. Men verdeelt als het ware de oppervlakte onder de grafiek in smalle rechthoekjes. Hoe smaller men deze rechthoekjes maakt, hoe beter de totale oppervlakte van al deze rechthoekjes samen de werkelijke oppervlakte benadert. Deze definitie sluit intuïtief ook aan bij de historische notaties van integralen. Men berekent in elk punt de oppervlakte van een rechthoekje door vermenigvuldiging van de hoogte {\displaystyle f(x)} met de breedte {\displaystyle \mathrm {d} x} en men sommeert dit over het volledig interval.

### Lebesgue-integratie
De lebesgue-integratie werd door Henri Lebesgue gedefinieerd. Lebesgue-integratie is gedefinieerd door convergentie van functies en kan toegepast worden op functies waarvoor de riemannintegraal niet gedefinieerd is. Wel is het zo dat wanneer de riemannintegraal van een functie bestaat, de lebesgue-integraal ook bestaat en gelijk is aan de riemannintegraal.

### Andere definities
Naast de riemann- en lebesgue-integralen bestaan nog een aantal andere integralen, waaronder:
- De daniell-integraal.
- De darbouxintegraal, een variatie van de riemannintegraal.
- De denjoy-integraal of henstock-kurzweil-integraal, een uitbreiding van zowel riemann- als lebesgue-integralen en de perron-integraal.
- De haar-integraal is de lebesgue-integraal ten opzichte van de haar-maat van een lie-groep.
- De henstock-kurzweil-stieltjes-integraal of hk-stieltjes-integraal.
- De lebesgue-stieltjes-integraal of lebesgue-radon-integraal.
- De riemann-stieltjes-integraal, een uitbreiding van de riemannintegraal.
- De raes-integraal, verdere veralgemening van de integraalrekening.
- De stochastische analyse bestudeert stochastische integraalbegrippen ten opzichte van de (differentiaal van) een semimartingaal zoals de brownse beweging. Historisch het belangrijkste voorbeeld is de itô-integraal; daarnaast onderscheidt men de stratonovichintegraal.

## Notatie
In een uitdrukking als
{\displaystyle \int _{a}^{b}f(x)\ \mathrm {d} x}
of
{\displaystyle \int _{a}^{b}{\sqrt {ax}}\ \mathrm {d} x}
is {\displaystyle x} een interne variabele. De uitkomst hangt niet van {\displaystyle x} af en is hetzelfde als een andere, verder niet in de integrand gebruikte variabele wordt gebruikt.
De notatie
{\displaystyle \int f(x)\ \mathrm {d} x}
wordt wel geacht van {\displaystyle x} af te hangen.
De notatie
{\displaystyle \int _{a}^{x}f(x)\ \mathrm {d} x}
kan wel, maar voor extra duidelijkheid wordt vaak dit dubbele gebruik van een variabelenaam vermeden:
{\displaystyle \int _{a}^{x}f(y)\ {\rm {d}}y}
De begin- en eindwaarde refereren aan de variabele achter de d. Zo niet, of voor extra duidelijkheid, wordt de variabele bij de beginwaarde gespecificeerd:
{\displaystyle \int _{y=a}^{x}xy\ \mathrm {d} y}
Deze geldt dan ook voor de eindwaarde.
Als {\displaystyle a>b} dan is
{\displaystyle -\int _{b}^{a}f(x)\ \mathrm {d} x}
de betekenis van
{\displaystyle \int _{a}^{b}f(x)\ \mathrm {d} x}

## Voetnoten
1. ↑  (en)  M Shea. Zu Chongzhi - 429-500 - 祖冲之, mei 2007. Biografie van Zu Chongzhi 
 (en)  VJ Katz voor de Universiteit van Maine. A History of Mathematics, 2004. pag 125-126, ISBN 978-0-321-38700-4
2. 1 2  (en)  VJ Katz in Mathematics Magazine. Ideas of Calculus in Islam and India, 1995. 68 (3): 163-174 [165]
3. ↑  (en)  Takakazu Shinsuke Seki
4. ↑  (en)  Integration: The Feynman way (pdf). Gearchiveerd op 24 mei 2023.
5. ↑  voorbeeld (en)  YouTube. Feynman technique of integration. Gearchiveerd op 5 juni 2023.

rationaal · irrationaal · exponentieel · logaritmisch · goniometrisch · invers goniometrisch · hyperbolisch · invers hyperbolisch
algebra · lineaire algebra · meetkunde · goniometrie · rekenkunde · integraalrekening · getaltheorie · speltheorie · groepentheorie · verzamelingenleer · statistiek · kansrekening · topologie